# Alfredo Perez (Tennisspieler)
Alfredo Perez (* 22. Mai 1997 in Havanna, Kuba) ist ein US-amerikanischer Tennisspieler.

## Karriere
Zwischen 2012 und 2014 spielte Perez auf der ITF Junior Tour in unregelmäßigen Abständen. Dabei war er nur bei unterklassigen Turnieren erfolgreich. Er gewann einen Einzel- und drei Doppeltitel der Grade 4. In der Junioren-Rangliste erreichte er mit Platz 119 seine höchste Notierung.
Von 2015 bis 2019 studierte Perez an der University of Florida, wo er auch College Tennis spielte. Dort wurde er in seinen zwei letzten Jahren im Einzel und Doppel jeweils zum All-American gewählt. Während seines Studiums spielte er schon erste Turniere auf der drittklassigen ITF Future Tour, aber erst nach seinem Abschluss durchbrach er im Einzel und Doppel die Top 1000 der Weltrangliste. In diesem Jahr zog er auf der Future Tour das erste Mal ins Halbfinale im Einzel ein, während er im Doppel mehrere Endspiele erreichte. Die ersten drei Titel gewann er im Jahr 2021. Im Einzel zog er 2021 und 2023 je einmal ins Endspiel ein, einen Titel gewann er aber bis Ende 2023 nicht. Durch Wildcards kam Perez ab 2022 auch zu einigen Einsätzen auf der ATP Challenger Tour in den USA. Dreimal schlug er dort in der ersten Runde deutlich über ihm platzierte Spieler. Die größte Überraschung war der Sieg gegen die Nummer 102 der Welt Denis Kudla in Las Vegas 2022. Sein Karrierehoch erreichte er Mitte 2023 mit Platz 463. Im Doppel war Perez deutlich erfolgreicher: Zu seinen drei Titeln 2021 kamen 2022 ein und 2023 zwei weitere Future-Titel hinzu. Durch sein verbessertes Ranking spielte er ab Mitte 2022 auch Challengers, wo er gleich bei seinem Debüt mit Ezekiel Clark das Finale von Tiburon erreichte. Mit dem Halbfinale in Fairfield und einer weiteren Finalteilnahme in Champaign an der Seite Clarks beendete Perez das Jahr 2022 auf Platz 302.
2023 wechselte Perez mehrmals seinen Doppelpartner. Neben einer Reihe von Halbfinals, die er erreichte, zog er mit Vasil Kirkov in Salinas in sein drittes Challenger-Endspiel ein. Dieses Mal gewann er den Titel. Mit Platz 182 erreichte er ein neues Karrierehoch.

## Erfolge
| Legende (Anzahl der Siege) |
| Grand Slam                 |
| ATP Finals                 |
| ATP Tour Masters 1000      |
| ATP Tour 500               |
| ATP Tour 250               |
| ATP Challenger Tour (2)    |

### Doppel

#### Turniersiege
| Nr. | Datum         | Turnier | Belag     | Partner       | Finalgegner                          | Ergebnis          |
| --- | ------------- | ------- | --------- | ------------- | ------------------------------------ | ----------------- |
| 1.  | 29. Juli 2023 | Salinas | Sand      | Vasil Kirkov  | Ángel Díaz Jalil Álvaro Guillén Meza | 7:5, 7:5          |
| 2.  | 5. April 2025 | Morelos | Hartplatz | Jody Maginley | Finn Reynolds James Watt             | 7:5, 6:75, [10:8] |